# Tanart Sathienthirakul

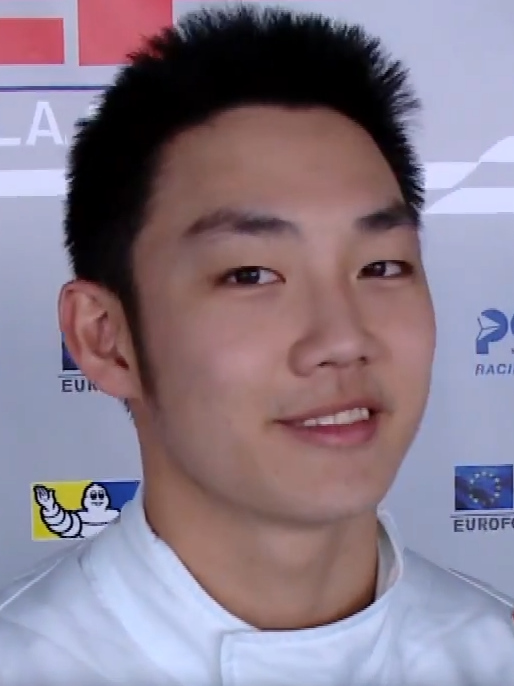
Tanart Sathienthirakul (April 2015)

Tanart Sathienthirakul (* 29. November 1992) ist ein thailändischer Automobilrennfahrer.

## Karriere
Sathienthirakul begann seine Motorsportkarriere 2006 im Kartsport, in dem er bis 2011 aktiv blieb. Unter anderem wurde er 2009 thailändischer Meister in der KF2-Kategorie. 2012 debütierte Sathienthirakul im Formelsport und er trat für M2 Competition in der Toyota Racing Series an. Er wurde 14. in der Fahrerwertung. Anschließend startete er für MP Motorsport in der nordeuropäischen Formel Renault. Er beendete die Saison auf dem 27. Gesamtrang. Außerdem nahm er an vier Rennen des Formel Renault 2.0 Eurocups teil. 2013 begann Sathienthirakul das Jahr erneut in der Toyota Racing Series. Mit ETEC Motorsport verbesserte er sich auf den elften Meisterschaftsplatz. In der nordeuropäischen Formel Renault fuhr Sathienthirakul 2013 für das ART Junior Team. Auch hier verbesserte er sich auf den elften Gesamtrang. Außerdem absolvierte er einen Gaststart in der alpinen Formel Renault. Ferner fuhr Sathienthirakul in der chinesischen Formel Masters. Hier gewann er ein Rennen und wurde Siebter in der Fahrerwertung.
2014 wechselte Sathienthirakul zu Team West-Tec F3 in die Euroformula Open. Mit einem vierten Platz als bestem Ergebnis wurde er Gesamtsiebter. Darüber hinaus nahm er an zwei Rennen der GT Asia teil und debütierte damit im GT-Sport. 2015 blieb Sathienthirakul beim Team West-Tec F3 in der Euroformula Open. Mit drei dritten Plätzen verbesserte er sich auf den vierten Platz in der Meisterschaft. Darüber hinaus bestritt Sathienthirakul für Motopark ein Rennwochenende in der europäischen Formel-3-Meisterschaft. Im Winter 2015/16 startete er in der Asian Le Mans Series (AsLMS) in verschiedenen Klassen. In der Euroformula-Open-Saison 2016 ging Sathienthirakul anschließend für RP Motorsport an den Start. Ein vierter Platz war sein bestes Resultat und er wurde Siebter in der Fahrerwertung. Ferner startete er in der Renault Sport Trophy und im Asian Le Mans Sprint Cup.

## Statistik

### Karrierestationen
| - 2006–2011: Kartsport - 2012: Toyota Racing Series (Platz 14) - 2012: Nordeuropäische Formel Renault (Platz 27) - 2012: Formel Renault 2.0 Eurocup (Platz 42) - 2013: Toyota Racing Series (Platz 11) - 2013: Nordeuropäische Formel Renault (Platz 11) | - 2013: Chinesische Formel Masters (Platz 7) - 2014: Euroformula Open (Platz 7) - 2014: GT Asia, GT3 (Platz 31) - 2015: Euroformula Open (Platz 4) - 2015: Europäische Formel 3 - 2016: AsLMS, LMP3 (Platz 4) | - 2016: AsLMS, LMP3 (Platz 23) - 2016: Euroformula Open (Platz 7) - 2016: Renault Sport Trophy, Pro (Platz 5) - 2016: Renault Sport Trophy, Endurance (Platz 5) - 2016: Asian Le Mans Sprint Cup, LMP3 (Platz 11) |

### Einzelergebnisse in der europäischen Formel-3-Meisterschaft
| Jahr | Team     | Motor      | 1   | 2   | 3   | 4   | 5   | 6   | 7   | 8   | 9   | 10  | 11  | 12  | 13  | 14  | 15  | 16  | 17  | 18  | 19  | 20  | 21  | 22  | 23  | 24  | 25  | 26  | 27  | 28  | 29  | 30  | 31  | 32  | 33  | Punkte | Rang |
| ---- | -------- | ---------- | --- | --- | --- | --- | --- | --- | --- | --- | --- | --- | --- | --- | --- | --- | --- | --- | --- | --- | --- | --- | --- | --- | --- | --- | --- | --- | --- | --- | --- | --- | --- | --- | --- | ------ | ---- |
| 2015 | Motopark | Volkswagen | SIL | SIL | SIL | HO1 | HO1 | HO1 | PAU | PAU | PAU | MNZ | MNZ | MNZ | SPA | SPA | SPA | NOR | NOR | NOR | ZAN | ZAN | ZAN | SPI | SPI | SPI | POR | POR | POR | NÜR | NÜR | NÜR | HO2 | HO2 | HO2 | 0      | –    |
| 2015 | Motopark | Volkswagen |     |     |     |     |     |     |     |     |     |     |     |     |     |     |     |     |     |     |     |     |     |     |     |     |     |     |     |     |     |     | 25  | 23  | DNF | 0      | –    |